# Jędrzej Bukowski
Jędrzej Bukowski (ur. 6 stycznia 1935 w Brześciu nad Bugiem) – polski romanista, tłumacz, konsul generalny RP w Lille (1991–1995).

## Życiorys
Wychował się w Częstochowie. Absolwent Wydziału Mechanicznego Politechniki Częstochowskiej oraz filologii romańskiej na Uniwersytecie Warszawskim. W 1974 emigrował z Polski. Osiadł we Francji, otrzymując francuskie obywatelstwo, którego zrzekł się w 1991. Współpracował m.in. z Więzią. Od kwietnia 1991 do 1995 pełnił funkcję konsula generalnego RP w Lille. Od Pierre Mauroy, burmistrza Lille, otrzymał złoty medal miasta.
Żonaty z Holenderką Adrianą Van Tol.